# Alice de Chambrier
Alice de Chambrier (* 28. September 1861 in Neuenburg; † 20. Dezember 1882 ebenda; heimatberechtigt ebenda) war eine Schweizer Schriftstellerin.

## Leben
Alice de Chambrier war eine Tochter von Alfred de Chambrier und Sophie de Sandol-Roy. Nach der Sekundarschule und einem Aufenthalt in Darmstadt besuchte de Chambrier die höhere Mädchenschule in Neuenburg. Sie begann Prosageschichten sowie vor allem auch von der Romantik inspirierte Gedichte zu schreiben. Einige davon wurden an Literaturwettbewerben ausgezeichnet. 1880 gewann sie die Medaille der Académie des Muses santones in Royan (Charente-Maritime). Im Jahr 1882 wurde sie in Toulouse mit der Primevère d’argent der Académie des Jeux floraux ausgezeichnet. Nach ihrem frühen Tod veröffentlichte Philippe Godet 1884 unter dem Titel Au-delà eine Auswahl ihrer Gedichte, die grossen Anklang fand und mehrmals neu aufgelegt wurde.